# MTV Russia
MTV俄罗斯是一项俄语无线电视服务，至今已拥有近2千2百万收视群体，其中大多数分布在莫斯科、圣彼得堡、鄂木斯克、沃罗涅日、新西伯利亚和叶卡捷琳堡，以及其他一些覆盖地区。通过与BIZ Enterprises的一项长期合同，MTV俄罗斯已经成为第一家专门为俄罗斯青少年一代量身定做的西方传媒电视网，在2000年1月，MTV国际电视网成功获得了MTV俄罗斯的一项参股权。
专门正对14-34岁年龄段的收视群体，这个坐落在莫斯科的依靠广告收入盈利的传媒电视网集合了来自于俄罗斯以及国际范围内的各类丰富的音乐录音带资源。MTV俄罗斯的VJ对本土音乐的参与性与传播影响反映出了MTV独到的善变与不羁的风格

## 官方网站
MTV 俄罗斯 的官方网站（www.mtv.ru）发布于 2002年2月。这个网站包含了关于MTV 俄罗斯丰富的节目咨询，VJ讯息，比赛，新闻以及等等多彩的内容。

## MTV 俄罗斯音乐盛典
自2004年起，MTV 俄罗斯正式创办了MTV 俄罗斯音乐盛典，这不仅是俄罗斯第一个致力于嘉奖回顾本土音乐以及国际范围内最出众的音乐成就与音乐录影带的颁奖典礼。并且在当年夺得年度最佳音乐人的俄罗斯艺人将自动成为 MTV 欧洲音乐盛典最佳俄罗斯艺人的称号。

## MTV 俄罗斯电影颁奖典礼
自2006年起，MTV 俄罗斯创办了历史上第一个MTV俄罗斯电影颁奖典礼。这个颁奖典礼旨在嘉奖回顾包括与本土以及海外最富魅力与成就的电影人，以及出色优秀的各类热门电影作品。

## 相关链接
- Official site（俄文）
- MTV 俄罗斯音乐盛典
- （页面存档备份，存于）